# Serradilla del Arroyo
Serradilla del Arroyo es un municipio y localidad española de la provincia de Salamanca, en la comunidad autónoma de Castilla y León. Se integra dentro de la comarca de Ciudad Rodrigo y la subcomarca de Los Agadones. Pertenece al partido judicial de Ciudad Rodrigo.
Su término municipal está formado por las localidades de Serradilla y Guadapero, ocupa una superficie total de 80,54 km² y según los datos demográficos recogidos en el padrón municipal elaborado por el INE en el año 2017, cuenta con una población de 267 habitantes. Parte de su territorio se sitúa dentro del Parque natural de Las Batuecas-Sierra de Francia, un espacio natural protegido de gran valor ambiental y turístico.

## Geografía

### Clima
Según la clasificación climática de Köppen Serradilla del Arroyo tiene un clima Csb (templado con verano seco y templado) en transición a un clima Csa. Las precipitaciones anuales totales, con un máximo invernal, son abundantes, aunque el verano es marcadamente seco.
| Parámetros climáticos promedio de Serradilla del Arroyo en el periodo 1961-1980 | Parámetros climáticos promedio de Serradilla del Arroyo en el periodo 1961-1980 | Parámetros climáticos promedio de Serradilla del Arroyo en el periodo 1961-1980 | Parámetros climáticos promedio de Serradilla del Arroyo en el periodo 1961-1980 | Parámetros climáticos promedio de Serradilla del Arroyo en el periodo 1961-1980 | Parámetros climáticos promedio de Serradilla del Arroyo en el periodo 1961-1980 | Parámetros climáticos promedio de Serradilla del Arroyo en el periodo 1961-1980 | Parámetros climáticos promedio de Serradilla del Arroyo en el periodo 1961-1980 | Parámetros climáticos promedio de Serradilla del Arroyo en el periodo 1961-1980 | Parámetros climáticos promedio de Serradilla del Arroyo en el periodo 1961-1980 | Parámetros climáticos promedio de Serradilla del Arroyo en el periodo 1961-1980 | Parámetros climáticos promedio de Serradilla del Arroyo en el periodo 1961-1980 | Parámetros climáticos promedio de Serradilla del Arroyo en el periodo 1961-1980 | Parámetros climáticos promedio de Serradilla del Arroyo en el periodo 1961-1980 |
| Mes | Ene.                                                                            | Feb.                                                                            | Mar.                                                                            | Abr.                                                                            | May.                                                                            | Jun.                                                                            | Jul.                                                                            | Ago.                                                                            | Sep.                                                                            | Oct.                                                                            | Nov.                                                                            | Dic.                                                                            | Anual                                                                           |
| --- | ------------------------------------------------------------------------------- | ------------------------------------------------------------------------------- | ------------------------------------------------------------------------------- | ------------------------------------------------------------------------------- | ------------------------------------------------------------------------------- | ------------------------------------------------------------------------------- | ------------------------------------------------------------------------------- | ------------------------------------------------------------------------------- | ------------------------------------------------------------------------------- | ------------------------------------------------------------------------------- | ------------------------------------------------------------------------------- | ------------------------------------------------------------------------------- | ------------------------------------------------------------------------------- |
| Temp. media (°C) | 3.8                                                                             | 5.2                                                                             | 6.2                                                                             | 8.9                                                                             | 12.0                                                                            | 16.7                                                                            | 20.3                                                                            | 20.5                                                                            | 17.6                                                                            | 11.5                                                                            | 7.0                                                                             | 4.4                                                                             | 11.2                                                                            |
| Precipitación total (mm) | 86.8                                                                            | 83.2                                                                            | 62.0                                                                            | 66.4                                                                            | 81.0                                                                            | 49.6                                                                            | 23.6                                                                            | 13.2                                                                            | 41.6                                                                            | 85.6                                                                            | 78.5                                                                            | 74.7                                                                            | 746.1                                                                           |
| Fuente: Ministerio de Agricultura, Alimentación y Medio Ambiente. Datos de precipitación para el periodo 1961-1980 y de temperatura para el periodo 1971-1980 en Serradilla del Arroyo 4 de octubre de 2012 |                                                                                 |                                                                                 |                                                                                 |                                                                                 |                                                                                 |                                                                                 |                                                                                 |                                                                                 |                                                                                 |                                                                                 |                                                                                 |                                                                                 |                                                                                 |

## Historia
Su fundación se remonta a la repoblación efectuada por los reyes de León en la Edad Media, quedando encuadrada en el Campo de Agadones de la Diócesis de Ciudad Rodrigo tras la creación de la misma por parte del rey Fernando II de León en el siglo XII, denominándose entonces «Sierra del Arroyo». Con la creación de las provincias actuales en 1833, queda encuadrado en la provincia de Salamanca, dentro de la Región Leonesa.

## Geografía humana

### Demografía
Cuenta con una población de 246 habitantes (INE 2024).
| Gráfica de evolución demográfica de Serradilla del Arroyo entre 1842 y 2021                                           |
| |
| Población de derecho según los censos de población del INE. Población de hecho según los censos de población del INE. |

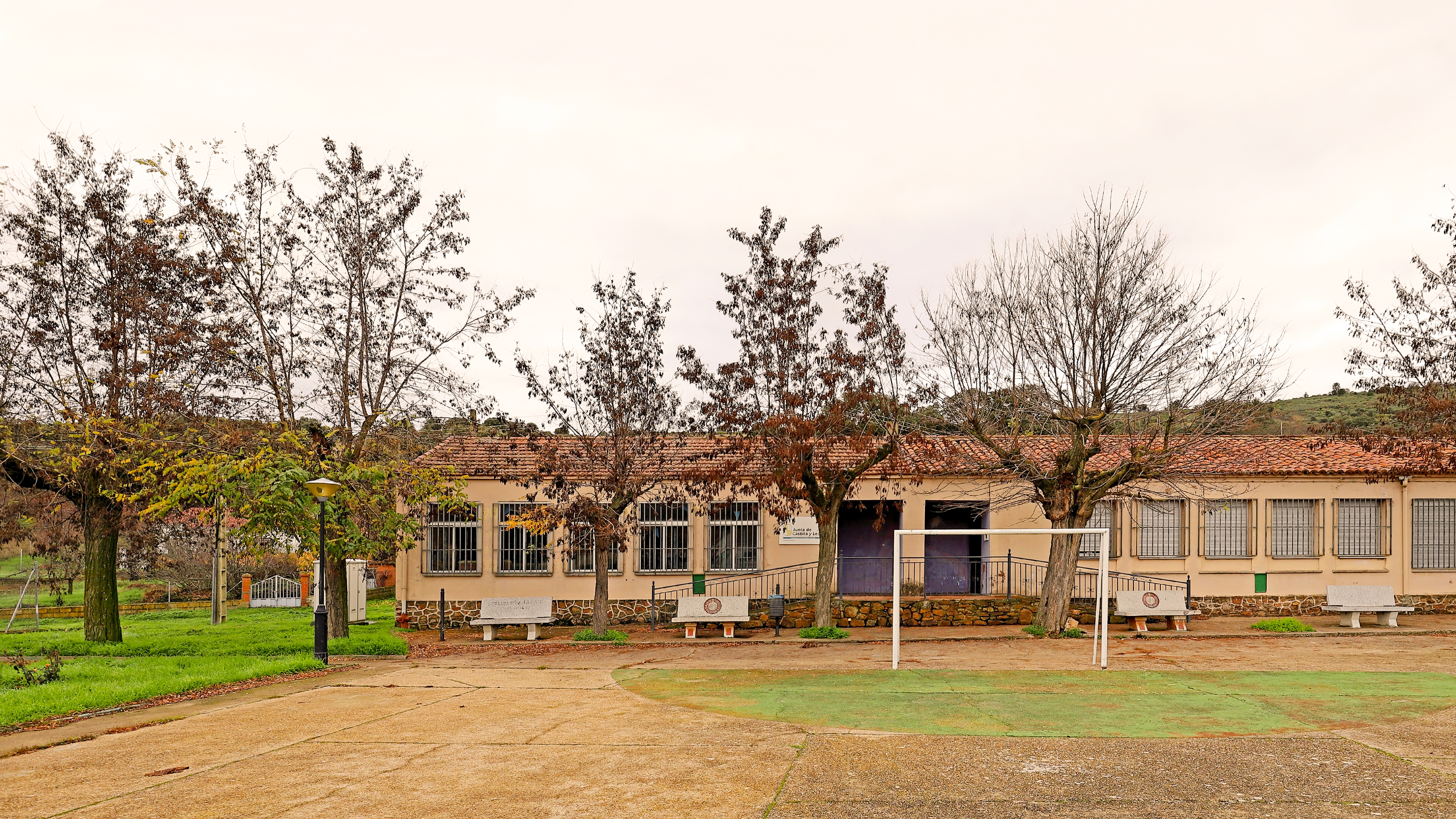
CEIP Tierra de Alba

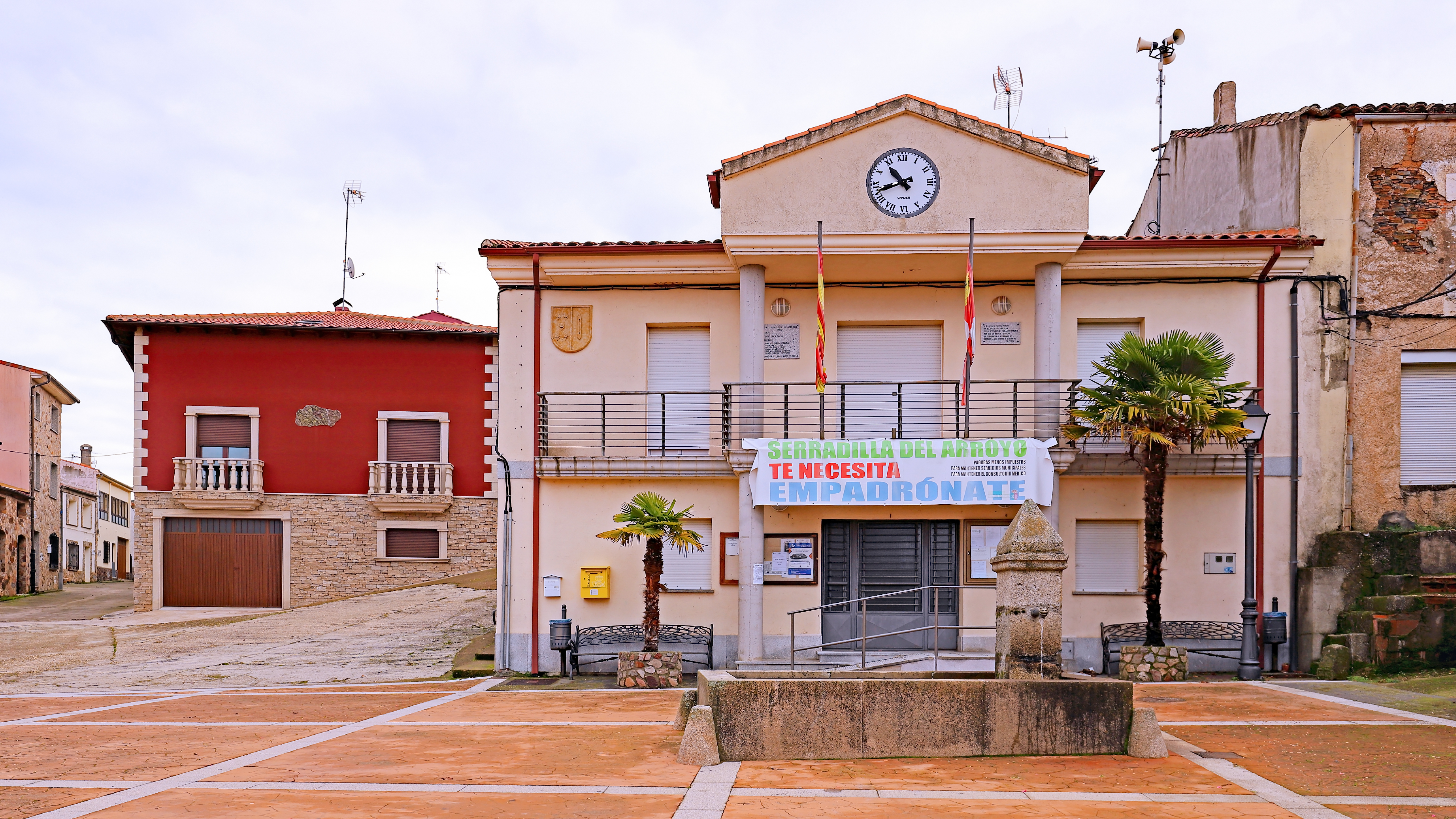
Casa consistorial

Según el Instituto Nacional de Estadística, Serradilla tenía, a 31 de diciembre de 2018, una población total de 270 habitantes, de los cuales 146 eran hombres y 124 mujeres. Respecto al año 2000, el censo refleja 448 habitantes, de los cuales 230 eran hombres y 218 mujeres. Por lo tanto, la pérdida de población en el municipio para el periodo 2000-2018 ha sido de 178 habitantes, un 40% de descenso.
El municipio se divide en dos núcleos de población. De los 270 habitantes que poseía el municipio en 2018, Serradilla del Arroyo contaba con 180, de los cuales 99 eran hombres y 81 mujeres, y Guadapero con 90, de los cuales 47 eran hombres y 43 mujeres.

## Símbolos

Representación heráldica del blasón aprobado.

### Escudo
El escudo heráldico que representa al municipio fue aprobado con el siguiente blasón:

«Escudo partido. Primero, de sinople con cinco flores de lino, de plata, puestas en aspa. Segundo, de gules con una lanzadera de plata, puesta en palo. Al timbre, la Corona Real Española»

## Administración y política
| Partido político                         | 2019  | 2019  | 2019       | 2015  | 2015  | 2015       | 2011  | 2011  | 2011       | 2007  | 2007  | 2007       | 2003  | 2003  | 2003       |
| Partido político                         | %     | Votos | Concejales | %     | Votos | Concejales | %     | Votos | Concejales | %     | Votos | Concejales | %     | Votos | Concejales |
| Partido Socialista Obrero Español (PSOE) | 63,93 | 117   | 5          | 48,82 | 103   | 4          | 1,21  | 3     | 0          | 21,92 | 64    | 1          | 12,77 | 35    | 1          |
| Partido Popular (PP)                     | 32,79 | 60    | 2          | 2,37  | 5     | 0          | 33,87 | 84    | 2          | 16,44 | 48    | 1          | 86,50 | 237   | 6          |
| Ciudadanos (Cs)                          | —     | —     | —          | 45,97 | 97    | 3          | —     | —     | —          | —     | —     | —          | —     | —     | —          |
| Coalición SI por Salamanca (SI)          | —     | —     | —          | —     | —     | —          | 63,71 | 158   | 5          | —     | —     | —          | —     | —     | —          |
| Unión del Pueblo Salmantino (UPSa)       | —     | —     | —          | —     | —     | —          | —     | —     | —          | 60,62 | 177   | 5          | —     | —     | —          |

## Cultura

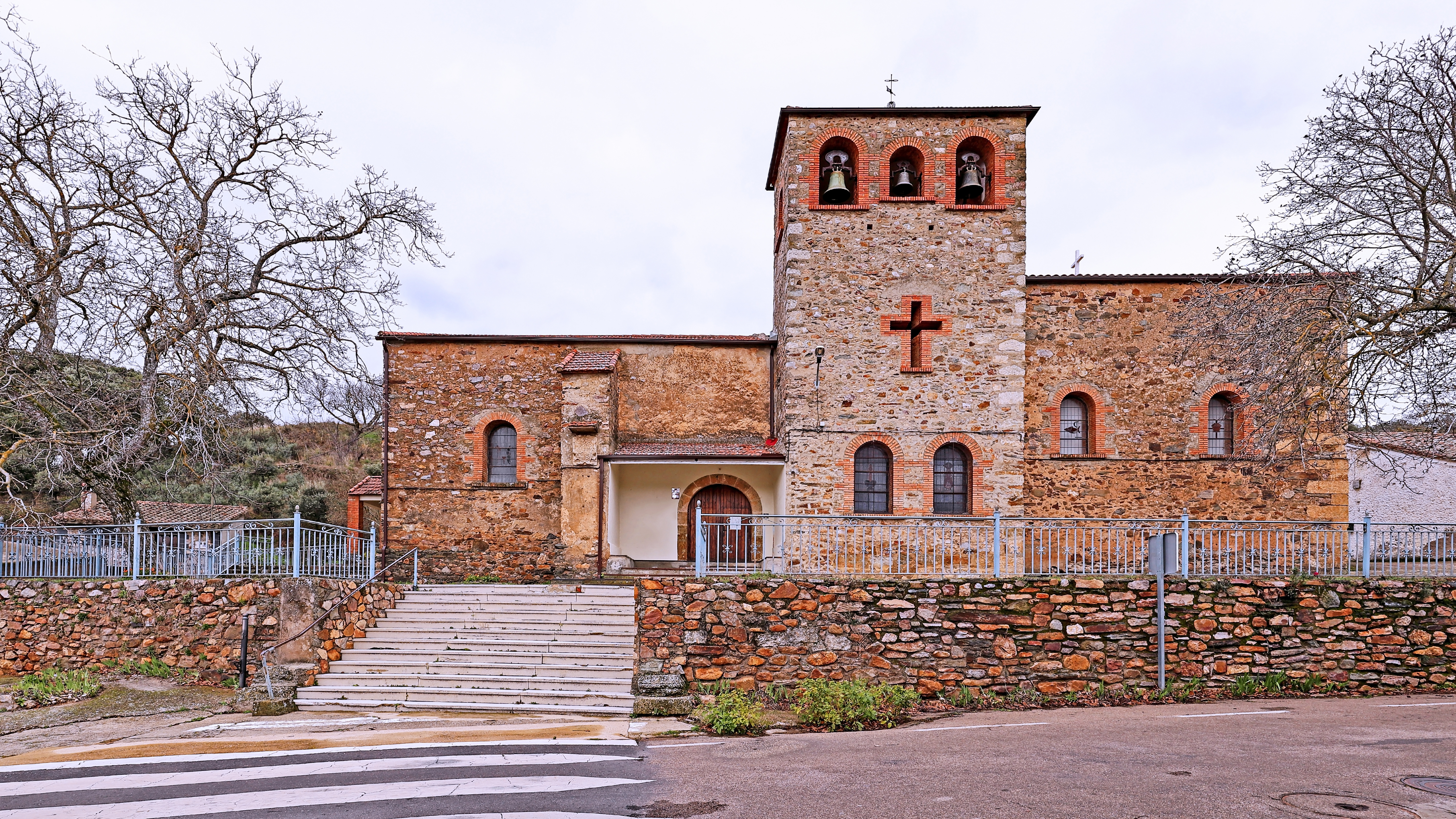
Iglesia de San Lorenzo Mártir

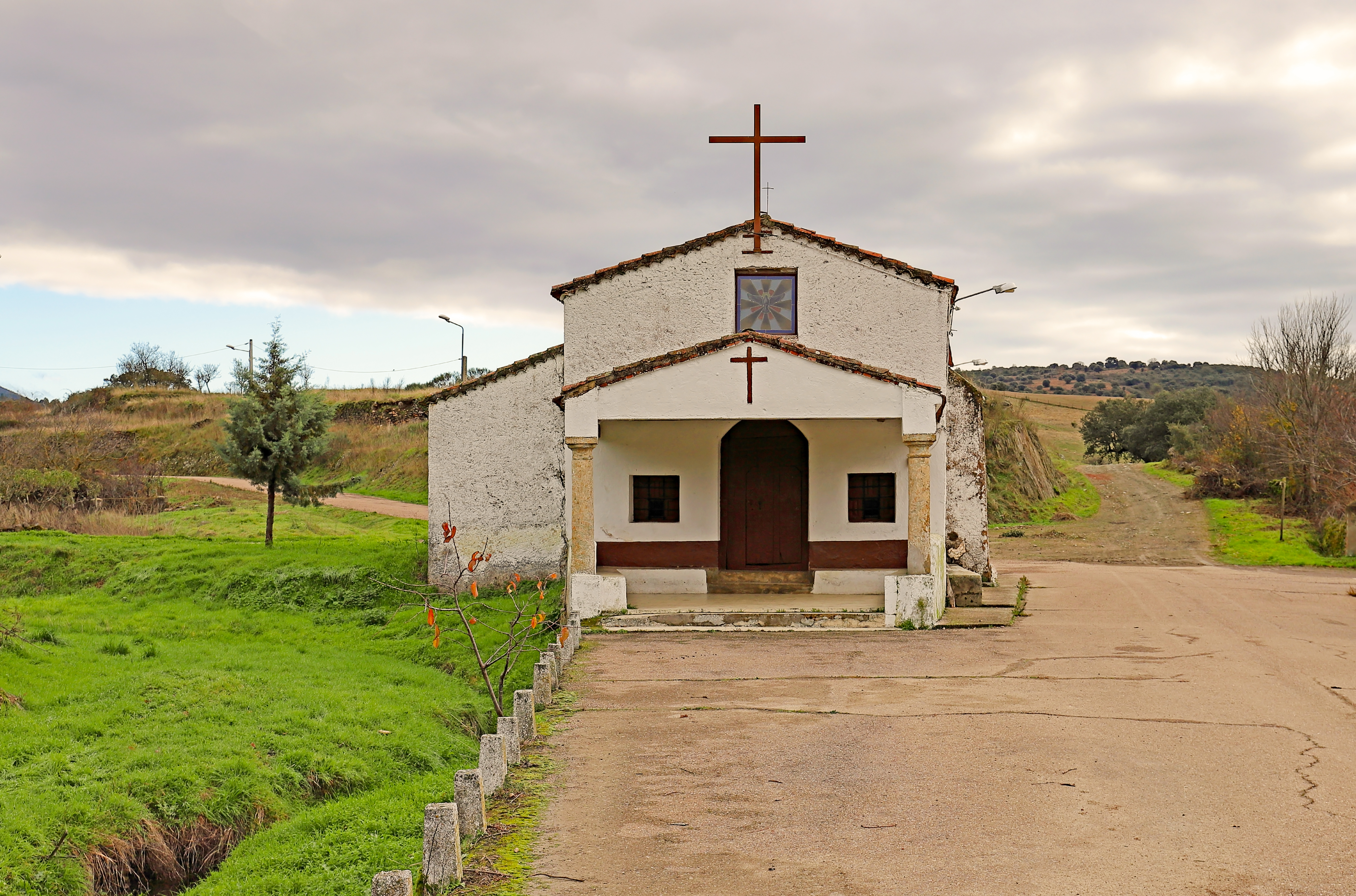
Ermita

### Fiestas
En el pueblo se celebran tres fiestas durante el año, San Blas el 3 de febrero, San Lorenzo el 10 de agosto y el Cristo de los Afligidos el 14 de septiembre.